# Breustermolen
De Breustermolen of molen van Richelle is een watermolen in de buurtschap Hoog-Caestert bij Eijsden in de Nederlandse provincie Limburg gemeente Eijsden-Margraten. De molen maakte samen met enkele naburige watermolens gebruik van het water van het riviertje de Voer. Stroomafwaarts is de Graanmolen van Eijsden de eerstvolgende molen en stroomopwaarts is dat de Muggemolen. De molen bevindt zich in de vleugel van een boerderij.
De molen is een rijksmonument.

## Geschiedenis
In 1221 wordt er voor het eerst melding gemaakt van de Breustermolen. De watermolen is een banmolen waar de ingezetenen van het heerlijkheid Breust hun graan moeten laten malen. Eigenaar van de molen is het kapittel van Sint-Martinus in Luik en de waterradmolen wordt door pachters geëxploiteerd.
In 1791 heeft er zich een ingrijpende verbouwing plaatsgevonden zo getuige de gevelsteen met dit jaartal. In de gevelsteen zijn tevens de letters B en T opgenomen waarbij de T voor Trocquay staat, een familie die in de 18e en 19e eeuw eigenaar was van deze molen.
In het midden van de 19e eeuw kwam de molen samen met het huis, schuur, stal, boomgaard en andere grond door vererving in de vrouwelijke lijn in eigendom van de familie Richelle. Van dit geslacht is een telg anno 2009 nog steeds de eigenaar van de molen.
In 1931 werd een turbine geplaatst in een stenen turbinekamer.

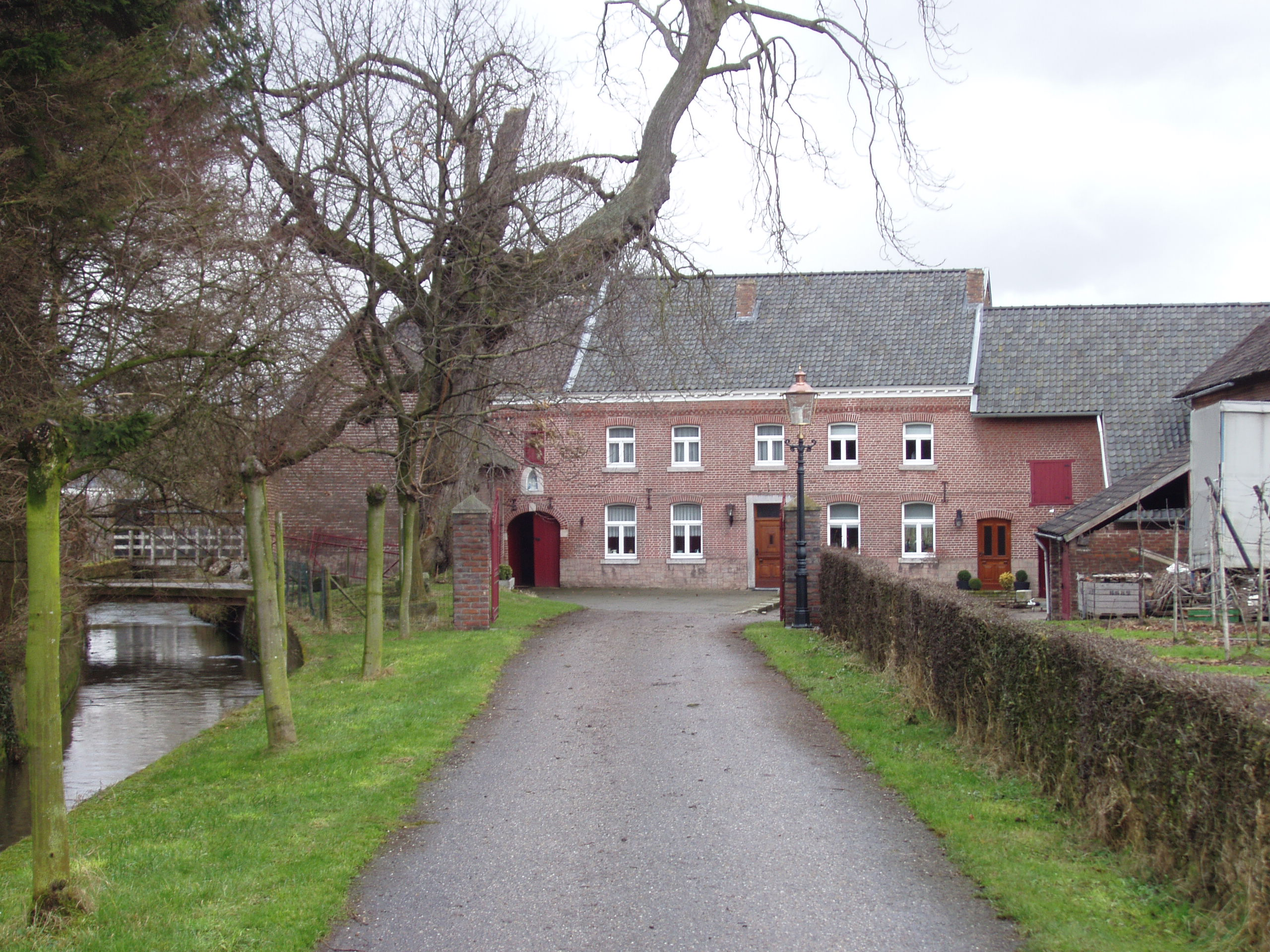
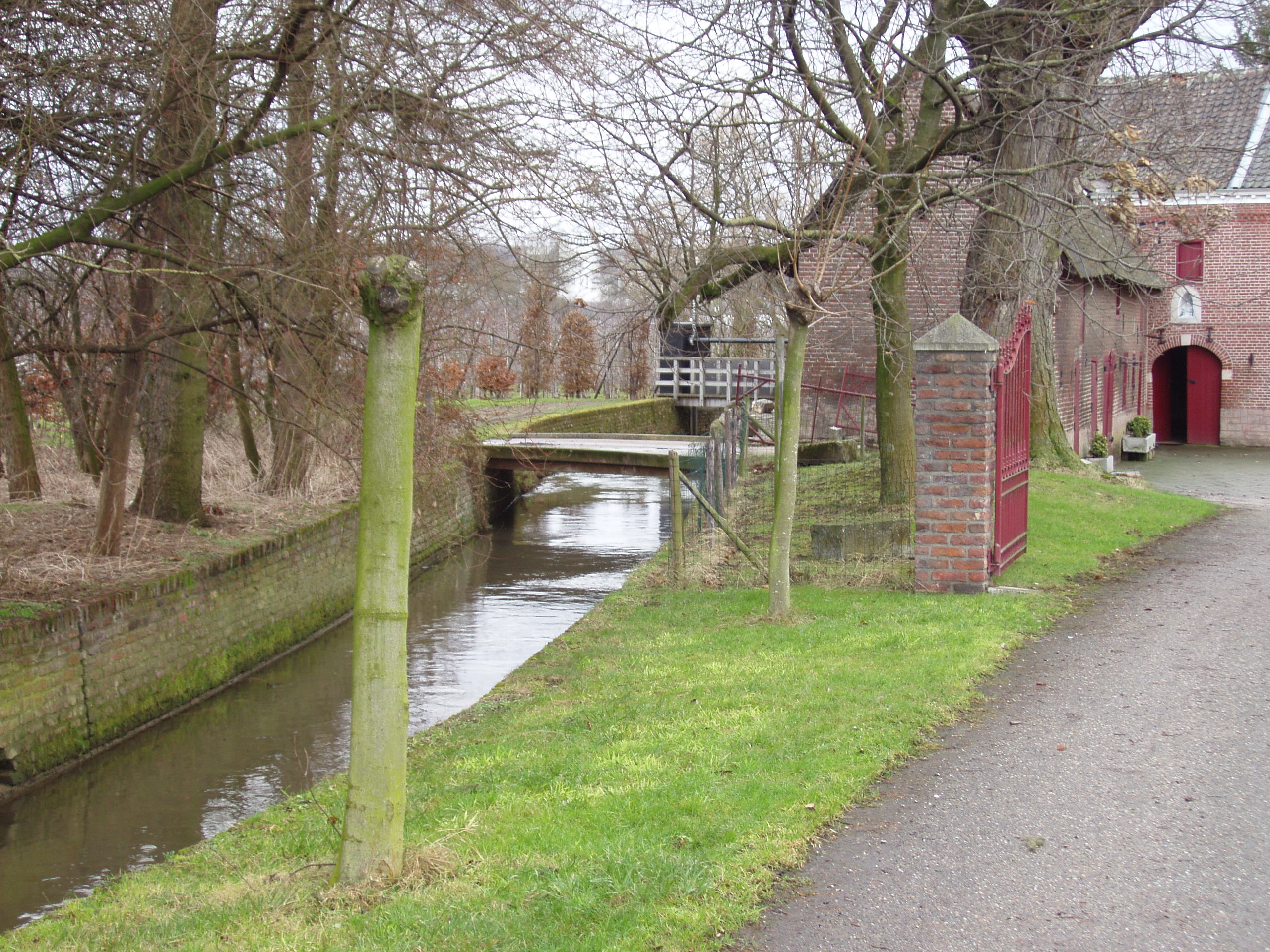
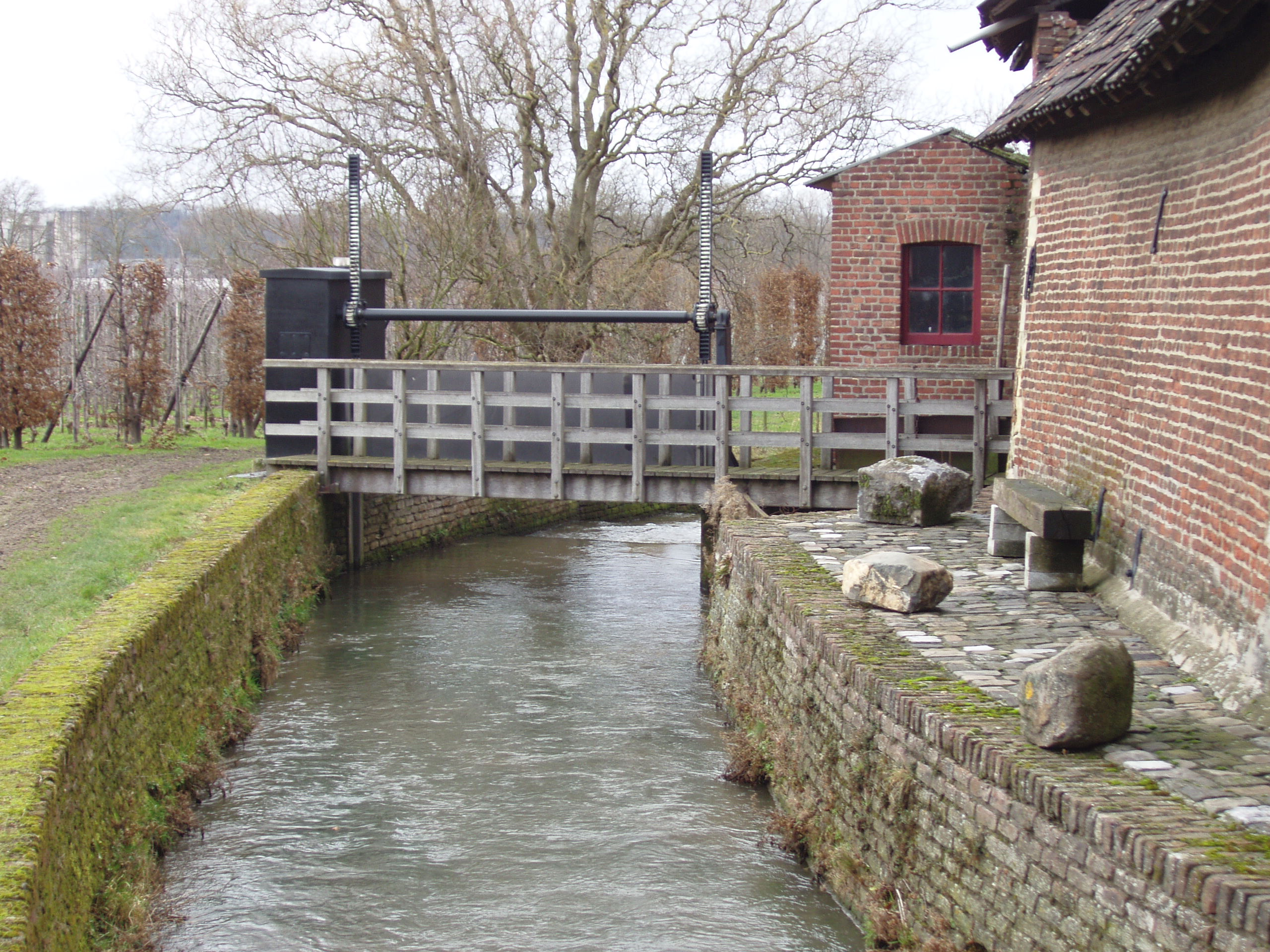
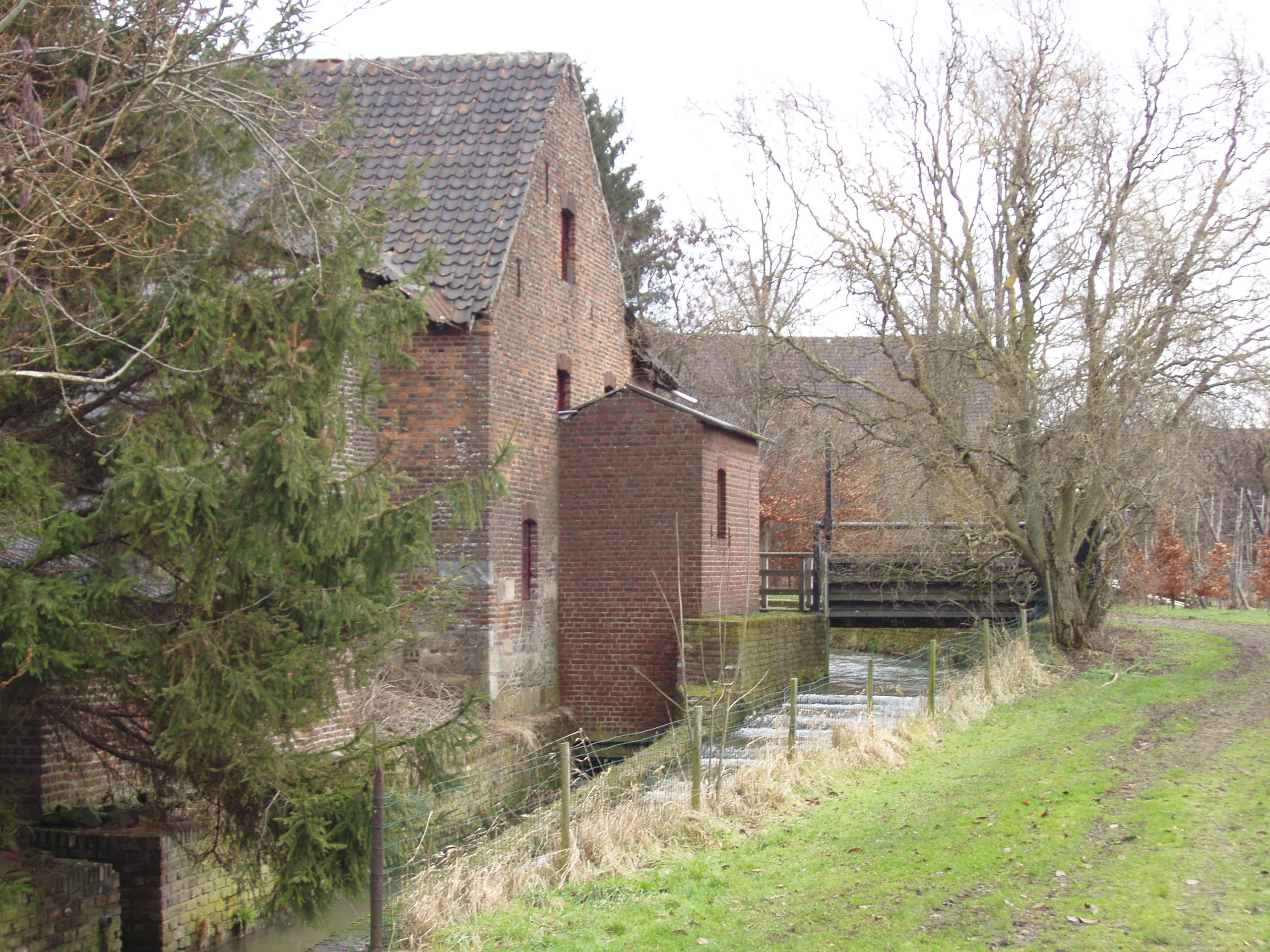